# 馬特拉
馬特拉（法語：Mecanique-Aviation-Traction，簡稱 Matra）是法國的公司，主要生產汽車、腳踏車、航空、武器產品。

## 歷史
馬特拉前身是於1937年成立的公司 Capra，曾在二次大戰時提供軍備。於1941年，更名為 Matra。大戰結束後，主力製造導彈，也有生產飛機。
1960年代起開始生產汽車，同時又不斷併購，發展成一個集汽車、飛機、軍備生產為主的大型企業。1988年起開始私有化。
隨著業務重組，2003年起停止生產汽車，並把汽車工程部門售予意大利賓尼法利納。

## 交通運輸

### VAL
VAL是Matra旗下的專利軌道運輸系統，是1980年代採用自罗贝尔·加比亚尔教授發明的膠輪路軌系統技術，這技術隨著交通運輸部門被德國西門子公司購併而一併轉移，最早用在法國里爾捷運系統，以下是採用 VAL 的膠輪鐵路系統。
- 法國巴黎奧利機場內線（1991）
- 法國土魯斯地鐵（1993）
- 美国芝加哥歐海爾國際機場旅客自動輸運系統（英语：Airport Transit System）捷運線（1993，已退役）
- 臺灣臺北捷運文湖線（1996）
- 法國布列塔尼雷恩地鐵（2002）
- 義大利都靈地鐵（2006）
- 法國巴黎戴高樂機場內線（2007）

## 外部連結
- 官方网站